# Kuria
Kuria  je naseljeni koraljni otok u sastavu Kiribata.

## Zemljopis
Nalazi se u grupaciji Gilbertovih otoka, 12 km sjeveroistočno od Aranuke.

## Stanovništvo
Prema popisu stanovništva iz 2005. godine, na otoku su živjele 1082 osobe (526 muškaraca i 556 žena) raspoređene u 6 naselja: Oneeke (188), Manenaua (246), Tabontebike (119), Buariki (199), Norauea (219) i Bouatoa (111).
| broj stanovnika | 1052  | 990   | 971   | 961   | 1082  |
|                 | 1985. | 1990. | 1995. | 2000. | 2005. |

## Vanjske poveznice
|  | Zajednički poslužitelj ima još gradiva o temi Kuria |